# Sir Gawain a Zelený rytíř
Sir Gawain a Zelený rytíř nebo též Pan Gawain a Zelený rytíř (Sir Gawain and the Green Knight) je báseň pocházející z konce 14. století napsaná dialektem střední angličtiny z oblasti West Midlands. Jde o rytířský román v aliteračních verších. Rukopis, ve kterém se dochovala, je označován jako Cotton Nero A.x a je uložen v Britském muzeu. Kromě sira Gawaina obsahuje ještě tři básně duchovního zaměření. Příběh sira Gawaina náleží k artušovskému cyklu, s nímž se shoduje v pojetí některých témat jako jsou např. rytířské ctnosti.

## Shrnutí děje

### Výzva
Příběh sira Gawaina začíná na Nový rok na dvoře krále Artuše na hradu Kamelot. Zatímco všichni hodují a vyměňují si dary, do síně vjede obrovský Zelený rytíř na koni. Je vyzbrojen sekyrou a nese snítku cesmíny. Navrhne následující hru: kterýkoliv z rytířů má právo zasadit mu sekyrou jednu ránu, ale pod podmínkou, že Zelený rytíř do roka a do dne úder vrátí. Sir Gawain, nejmladší z Artušových rytířů, výzvu přijme a jediným úderem mu usekne hlavu. Rytíř však svou hlavu zvedne, připomene Gawainovi, že se s ním do roka a do dne setká v Zelené kapli, a odjede.

### Gawainovo putování
Den po Všech svatých následujícího roku se Gawain ve svém nejlepším brnění a se svým koněm Gringoletem vydává na cestu, aby našel Zelenou kapli a splnil dohodu s rytířem. Jeho štít nese znamení pentagramu, které mu má připomínat rytířské ctnosti. Z vnitřní strany štítu je vyobrazena Panna Maria, rovněž symbol ctnosti. Gawain putuje přes ostrov Anglesey, až nakonec na Štědrý večer dorazí ke hradu v oblasti West Midlands. Hradní pán Bertilak de Hautdesert a jeho krásná paní jsou vzácnou návštěvou potěšeni. Po štědrovečerní večeři se Bertilak ptá, co Gawaina zavedlo tak daleko od domova během svátků. Gawain mu poví o dohodnutém setkání a trvá na tom, že nazítří musí pokračovat v cestě. Bertilak odvětí, že svou návštěvu může prodloužit, protože Zelená kaple je vzdálená jen necelé dvě míle.

### Bertilakova sázka
Poté hradní pán oznámí, že se následující den vypraví na lov, ale přeje si, aby cestou znavený Gawain zůstal na hradě a odpočíval – může spát, jak dlouho chce (nemusí vstát ani na mši) a jíst kdykoliv se mu zlíbí. Jeho žena mu bude dělat společnost. Ale aby byl den o něco zajímavější, navrhne hru: Gawain dostane jeho úlovek pod podmínkou, že mu bez vysvětlení dá vše, co ten den získá.
Po Bertilakově odjezdu hradní paní navštíví Gawainův pokoj a pokouší se ho svádět, protože se doslechla, že Artušovi rytíři jsou úžasní milenci. Gawain však hodlá dodržet slib, že po dobu své cesty zůstane v celibátu, a dovolí jí jen jediný polibek. Bertilak mu toho večera předá jelena a Gawain jej na oplátku políbí. Podle dohody odmítne vysvětlit, od koho polibek získal. Dalšího dne se situace opakuje: Gawain opět zdvořile hradní paní odmítne a večer vymění za uloveného kance dva polibky. Třetího dne Gawain od Bertilakovy manželky přijme hedvábný zelený opasek jako dar na rozloučenou. Má ho prý ochránit před zraněním. Paní ale trvá na tom, aby se jejímu muži o dárku nezmiňoval a třikrát jej políbí. Toho večera se tedy koná výměna lišky za tři polibky. Opasek však Gawain zamlčí, aby jej mohl použít v nadcházejícím souboji se Zeleným rytířem, a tak vlastně poruší daný slib.

### Setkání se Zeleným rytířem
Následujícího dne se Gawain vypraví k Zelené kapli s opaskem ukrytým pod brněním. Doprovází ho jeden z Bertilakových strážců, který se však ke kapli bojí přiblížit. Gawain tedy pokračuje sám a objeví Zeleného rytíře, jak brousí sekyru. Podle dohody se Gawain skloní a očekává úder. Rytíř se rozmáchne, aby jej popravil, ale dvakrát úder zadrží. Zasáhne jej až napotřetí, ale ostří ho jen lehce škrábne na krku.
Poté Zelený rytíř odhalí svou totožnost: po celou dobu to byl Bertilak de Hautdesert. Tři údery sekyrou, jak vysvětlí, byly odplatou za tři návštěvy hradní paní. Třetí rána, která způsobila zranění, je pak trestem za přijetí hedvábného opasku. Celou zkoušku na Gawaina připravila Morgana le Fay, milenka čaroděje Merlina, která zrovna pobývá v Bertilakově hradu. Gawain si zoufá nad svými útrapami, ale se Zeleným rytířem se rozejde v dobrém. Po návratu na Kamelot popíše Artušovi své dobrodružství. Svěří se, že se cítí zahanben, protože podlehl svodům hradní paní, byť jen ve svých myšlenkách. Král Artuš odmítne, že by byl Gawain jakkoliv vinen a prohlásí, že všichni rytíři budou od té doby nosit zelenou šerpu na znamení Gawainovy odvahy a cti, ale i lidské slabosti.
Báseň uzavírá motto: Honi soit qui mal y pense (Hanba tomu, jenž o tom smýšlí špatně).

## Literární paralely
V rukopisu z 15. století označovaném jako Percy Folio se dochovalo rýmované převyprávění, které je známé pod názvem Zelený rytíř. Oproti původní básni je zápletka zjednodušena, některá jména pozměněna a pohnutky jednotlivých postav důkladněji vysvětleny.
Postava podobná Zelenému rytíři se vyskytuje i v Koránu pod jménem Al-Khidr (což v arabštině znamená „zelený [muž]“). Al-Chidr se třikrát střetne s Mojžíšem, aby jej vystavil zkoušce. Jeho zdánlivě zlé úklady se však prokážou být vznešenými činy, které odvrátí skutečné zlo a odhalí dobro. Jak Zelený rytíř, tak Al-Chidr tedy slouží jako učitelé svatých a čestných mužů (Mojžíše a Gawaina), kteří musí potřikrát obstát ve zkoušce víry. Je proto možné, že postava Zeleného rytíře odvozuje svůj původ právě od Al-Khidra, jehož příběh do Evropy přinesli křižáci. Vlastní námět Sira Gawaina a Zeleného rytíře pak mohl vzniknout spojením arabského příběhu s keltskou tradicí a artušovskými legendami.
V díle Artušova smrt (1485) Thomase Maloryho vystupuje nejen Gawain, ale i jeho bratr Gareth, který se utká se Zeleným rytířem a jeho bratrem Rudým rytířem. Není však jasné, zda Malory báseň o siru Gawainovi znal a byl jí ovlivněn.

## Symbolika

### Zelená barva
V anglické literatuře a lidové tradici zelená barva symbolizuje přírodu a její personifikované atributy, zejména plodnost a znovuzrození. Na druhou stranu ale odkazuje též k čarodějnictví a zlým silám, protože je v raném anglickém folklóru spojována s vílami a duchy a také s představou rozkladu a jedovatosti. Staří Keltové nikdy nenosili zelené oblečení, protože věřili, že tato barva přináší neštěstí a smrt. Vzhledem k těmto odlišným nebo dokonce protichůdným interpretacím tak zůstává význam zelené barvy v básni nejasný. Rovněž význam zeleného opasku, který měl původně Gawaina ochránit, je značně rozporuplný – stává se symbolem hanby a zbabělosti na jedné straně, ale i cti na straně druhé. Posuny symbolického významu mezi dobrem a zlem značí, že zelená barva zastupuje jak ničivé, tak i obrodné síly.

### Zelený rytíř
Zelený rytíř je jediná literární postava v zeleném své doby. Bývá interpretován jako zpodobení „Zeleného muže“ – přírodního božstva předkřesťanské Evropy symbolizujícího plodnost a znovuzrození – nebo jako ztělesnění samotného ďábla. Je však možné spatřovat v něm průnik obou těchto mocností, protože spojuje dobro, zlo, život i smrt. Tato interpretace se zároveň shoduje i s výše uvedenými aspekty zelené barvy.

### Pentagram
Znamení pentagramu na Gawainově štítu má v básni obzvlášť významné postavení. Slovo „pentagram“ se tu objevuje v anglickém jazyce poprvé. Rovněž jde o jediný případ, kdy jej postava z artušovských legend známá jako Gawain nese na svém štítu (většinou bývá zobrazován se znamením orla). Báseň pentagram vykládá jako symbol pravdy a věrnosti z časů krále Šalamouna a jako nekonečný uzel. Několik slok je věnováno popisu Gawainových ctností, které symbolizuje pět cípů pentagramu. Štít je pak spatřován jako znak křesťanské víry a Boží ochrany.
Pentagram bývá tradičně chápán spíše jako magické znamení. V Německu jej nazývali Drudenfuß a kreslili jej na prahy domů jako ochranu před zlem. Byl také spojován s magickou formulí, jejíž recitace měla probouzet síly v něm ukryté. Téměř nic však nenasvědčuje tomu, že by Gawainův pentagram s touto symbolikou souvisel.

### Opasek
Není jasné, zda opasek odkazuje k sexuální symbolice. Nasvědčovalo by tomu srovnání s Písní o Nibelunzích, v níž je Brunhildin opasek důkazem toho, že sdílela lože s Guntherem. Feministické interpretace v opasku spatřují symbol ženské síly. Křesťanské interpretace naopak poukazují na fakt, že Gawain důvěřoval v jeho magické síly víc než v Boží pomoc, což způsobilo jeho zranění a později i jeho zahanbení.

## Divadelní adaptace
- Sir Gawain a Zelený rytíř, česko-anglická divadelní adaptace anglické středověké legendy – anglický překlad: Brian Stone, do češtiny přebásnil: Michal Křístek, režie: Karolína Stehlíková – za finančního přispění Divadla Universitas a Gypsywood Players, FF MU Brno uvedeno 18. prosince 1996 ve 20:30 hodin v kapli Ústavu šlechtičen, Kobližná 1, Brno divadlem Polokruh/Crescent.

## Česká vydání
- Sir Gawain a Zelený rytíř, převyprávěla Anna Valentová, SANCH, Praha 2012.